# Belloc S
El Belloc S o punta Belloc S és un cim de 3.007 m d'altitud, amb una prominència de 10 m, que es troba al SE del pic Belloc, al massís de Perdiguero, entre els departaments dels Alts Pirineus i de l'Alta Garona (França).